# Virgilijus Pozingis
Virgilijus Pozingis (* 29. März 1964 in Veiviržėnai, Rajongemeinde Klaipėda) ist ein litauischer Politiker und ehemaliger Bürgermeister der Rajongemeinde Šilutė.

## Leben
Nach dem Abitur 1982 in Veiviržėnai bei Klaipėda absolvierte er 1987 das Diplomstudium der Agronomie an der Lietuvos žemės ūkio akademija. 1987 war er stellvertretender Vorsitzender des Julius Janonis-Kolchoses, 1989 stellvertretender Direktor und 1990 Wirtschaftsdirektor im Sowchos in Ašva, von 2003 bis 2007 Direktor der Kommunalverwaltung Šilutė und von 2007 bis 2011 Bürgermeister der Rajongemeinde Šilutė.
Er war Mitglied von KPdSU, Lietuvos valstiečių partija, Valstiečių ir Naujosios demokratijos partijų sąjunga und Lietuvos valstiečių liaudininkų sąjunga.